# Municipio de Evergreen (condado de Montcalm)
El municipio de Evergreen (en inglés: Evergreen Township) es un municipio ubicado en el condado de Montcalm en el estado estadounidense de Míchigan. En el año 2010 tenía una población de 2858 habitantes y una densidad poblacional de 31,23 personas por km².

## Geografía
El municipio de Evergreen se encuentra ubicado en las coordenadas 43°14′49″N 85°1′9″O / 43.24694, -85.01917. Según la Oficina del Censo de los Estados Unidos, el municipio tiene una superficie total de 91.52 km², de la cual 89,74 km² corresponden a tierra firme y (1,94 %) 1,78 km² es agua.

## Demografía
Según el censo de 2010, había 2858 personas residiendo en el municipio de Evergreen. La densidad de población era de 31,23 hab./km². De los 2858 habitantes, el municipio de Evergreen estaba compuesto por el 96,85 % blancos, el 0,17 % eran afroamericanos, el 0,56 % eran amerindios, el 0,52 % eran asiáticos, el 0,73 % eran de otras razas y el 1,15 % eran de una mezcla de razas. Del total de la población el 2,06 % eran hispanos o latinos de cualquier raza.